# Джаррет Столл
Джаррет Столл (англ. Jarret Stoll; 24 червня 1982, м. Мелвілл, Канада) — канадський хокеїст, центральний нападник. Виступає за «Лос-Анджелес Кінгс» у Національній хокейній лізі.
Виступав за «Кутеней Айс» (ЗХЛ), «Гамільтон Бульдогс» (АХЛ), «Едмонтон Ойлерс», «Едмонтон Роудраннерс» (АХЛ).
В чемпіонатах НХЛ — 593 матчі (119+198), у турнірах Кубка Стенлі — 51 матч (7+11).
У складі молодіжної збірної Канади учасник чемпіонатів світу 2001 і 2002.
Досягнення
- Володар Кубка Стенлі (2012)
- Срібний призер молодіжного чемпіонату світу (2002), бронзовий призер (2001).